# Ludovic Halévy
Ludovic Halévy (1. ledna 1834, Paříž – 7. května 1908, Paříž) byl francouzský spisovatel a dramatik. Nejznámější je jako autor libreta ve společné práci s Henrim Meilhacem k opeře Carmen Georgese Bizeta a řady operet Jacquese Offenbacha či k Hervého Mamzelle Nitouche.

## Životopis
Ludovic Halévy se narodil v Paříži. Jeho otec Léon Halévy (1802–1883) byl státním úředníkem a chytrým a všestranným spisovatelem, který se vyzkoušel téměř každý druh literatury - prózu a básně, vaudeville, činohru, historii - aniž by však v nějakém dosáhl zásadního úspěchu. Jeho strýc, Fromental Halévy, byl známým operním skladatelem. Odtud pramenilo dvojité a časné spojení Ludvíka Halévyho s pařížskou uměleckou scénou. Jeho otec konvertoval z judaismu na křesťanství před svatbou s Alexandrinou Lebasovou, dcerou křesťanského architekta.
V osmnácti letech vstoupil do řad francouzské administrativy a pracoval na různých postech, poslední byl secrétaire-rédacteur v Corps législatif. V této funkci se těšil zvláštní přízni a přátelství vévody z Morny, tehdejšího prezidenta tohoto shromáždění.

Plakát k pařížskému uvedení čtyřaktové verze Orfea v podsvětí v roce 1874

V roce 1865 mu rostoucí popularita jako autora dovolila opustit veřejnou službu. Deset let předtím se seznámil se skladatelem Offenbachem, který na Champs-Élysées začínal se svým malým divadlem a pro úvodní představení napsal druh prologu, Entrez, messieurs, mesdames. Následovaly další malé produkce, z nichž nejpozoruhodnější byla Ba-ta-clan. Tato díla tvořil pod pseudonymem Jules Servierese. Jméno Ludovic Halévy se poprvé objevilo na plakátech 1. ledna 1856. Brzy poté jeho jméno proslavil nebývalý úspěch Orfea v podsvětí, hudební parodie napsané ve spolupráci s Hectorem Crémieuxem. Na jaře roku 1860 byl pověřen, aby napsal hru pro manažera Variétés ve spolupráci s dalším vaudevilistou Lambert-Thiboustem.
Když Lambert-Thiboust náhle odstoupil od spolupráce, nastal pro Halévyho problém jak splnit závazky smlouvy. V té době se na schodech divadla setkal s pro něj tehdy poměrně neznámým Henri Meilhacem. Navrhl Meilhacovi práci odmítnutou Lambert-Thiboustem, a ten nabídku okamžitě přijal. Začala tak spolupráce trvající více než dvacet let, která se ukázala být velmi přínosnou jak pro pověst dvou autorů, tak pro prosperitu malých pařížských divadel. Jejich společné práce mohou být rozděleny do tří skupin: operety, frašky, komedie. Opérettes  poskytovaly vynikající příležitosti nadaným hudebníkům, aby ukázali svůj zvláštní humor. Byly to široké a živé satiry současné společnosti, ale značně se vyžívaly v neřestech a pošetilostech, které měly karikovat. Mezi nejslavnější díla spisovatelů patřily Krásná Helena (La belle Hélène, 1864), Modrovous (Barbe-bleue, 1866),  Velkovévodkyně z Gerolsteinu (La Grande-Duchesse de Gérolstein, 1867), Perikola (La Périchole, 1868) a hudební hra Le Réveillon , která se stala jedním ze zdrojů operety Johna Strausse Netopýr (Die Fledermaus).
Po roce 1870 móda parodií rychle upadla. Oba začali psát frašky starého typu. Spolu napsali libreto opery Carmen.
Halévy byl pilným účastníkem Akademie, konzervatoře, Comédie Française a Společnosti dramatických autorů, avšak po mnoho let před svou smrtí roku 1908 nenapsal již nic nového.
Jeho poslední povídka Kari Kari se objevila v roce 1892. Jeho deník byl publikován knižně v roce 1935, stejně jako jeho pokračování na stránkách Revue des deux Mondes v letech 1937-38.